# Молодые львы
 Молодые львы (англ. The Young Lions) — роман американского писателя Ирвина Шоу, написанный в 1948 году.
Ирвин Шоу описывает взаимосвязанные истории трёх молодых людей, случившиеся во время Второй мировой войны: немецкого солдата Кристиана Дистля, дискриминируемого американского еврея Ноя Акермана и американца Майкла Уайтэкра, ведущего богемный образ жизни.
В основу романа легли события, увиденные и пережитые самим автором — Ирвин Шоу был участником Второй мировой в качестве военного корреспондента.

## Критика
Журнал Kirkus Reviews похвалил роман, отметив его размах, правдоподобие а также блестящий стиль письма. Роман вошёл в список бестселлеров по версии Publishers Weekly за 1948 год в США.
Джонатан Ярдли в своей заметке в 2009 году в The Washington Post назвал «Молодых львов» в качестве одного из четырёх наиболее эпичных американских романов о войне, появившихся в послевоенную эпоху. Оставшиеся три, по мнению критика, это «Нагие и мёртвые» Нормана Мейлера, «Бунт на „Кейне“» и «Отныне и во веки веков» Джеймса Рамона Джонса.
В 2009 году британская газета The Guardian включила роман в список «1000 книг, которые должен прочесть каждый».

## Русские переводы
- Перевод А. Громова, Р. Палкиной, П. Куцобина издан в 1962 г.[5]
- Перевод В. А. Вебера сделан в 2000 г.[6]

## Экранизация
В 1958 году роман был экранизирован Эдвардом Дмитрыком. Главные роли сыграли Марлон Брандо, Монтгомери Клифт и Дин Мартин. Фильм получил три номинации на премию Оскар, а также номинирован на некоторые другие престижных премии, однако сам Шоу экранизацией остался недоволен ввиду достаточно существенных отличий сценария фильма от оригинала.